# Some Say (chanson de Nea)
Pour les articles homonymes, voir Some Say.
Singles de Nea
Dedicated
(2020)
Clip vidéo
[vidéo] « Some Say », sur YouTube
Some Say est une chanson de la chanteuse suédoise Nea. La chanson est sortie en tant que premier single de la chanteuse le 6 septembre 2019 et paraît sur son EP du même nom. Une version tropical house remixée par Felix Jaehn est sortie le 10 janvier 2020.
Le single a depuis sa sortie atteint la première position en Belgique (Wallonie), en Pologne et le top 10 en Belgique (Flandre), au Danemark, en Islande, en Norvège, en Slovénie et en Suisse, ainsi que le top 20 en Allemagne, en Autriche, en France, en Lettonie, en Roumanie et en Suède.

## Composition
Some Say est construite autour d'un échantillon de la chanson Blue (Da Ba Dee) du groupe italien d'eurodance Eiffel 65, qui était sortie en 1999.

## Clip vidéo
Le clip de la chanson, réalisé par Leo Adef, est sorti sur YouTube lors de la sortie du single, le 6 septembre 2019. Une lyric video du remix de Felix Jaehn a été publié sur YouTube le 10 janvier 2020.

## Crédits
Crédits adaptés de Tidal :
- Linnéa Södahl : voix, paroles, composition
- Vincent Kottkamp : producteur, composition, guitare, ingénieur de mixage
- Hitimpulse (en) : production, ingénieurs de mixage
- Bryn Christopher (en) : composition, paroles
- Jonas Kalisch : composition, guitare basse
- Henrik Meinke : composition, batterie
- Jeremy Chacon : composition, claviers
- Alexsej Vlasenko : composition, synthétiseur
- Lex Barkey : ingénieur de mastérisation
- Massimo Gabutti, Maurizio Lobina, Gianfranco Randone : paroles, composition (Blue (Da Ba Dee))

## Classements et certifications

### Classements hebdomadaires
| Classement (2019-20)                    | Meilleure position |
| --------------------------------------- | ------------------ |
| Allemagne (GfK Entertainment)           | 15                 |
| Australie (ARIA)                        | 13                 |
| Autriche (Ö3 Austria Top 40)            | 9                  |
| Belgique (Flandre Ultratop 50 Singles)  | 4                  |
| Belgique (Flandre Ultratop 50 Airplay)  | 2                  |
| Belgique (Wallonie Ultratop 50 Singles) | 1                  |
| Belgique (Wallonie Ultratop 50 Airplay) | 1                  |
| Croatie (HRT)                           | 58                 |
| Danemark (Tracklisten)                  | 4                  |
| Danemark (Tracklisten Airplay)          | 1                  |
| Espagne (Promusicae)                    | 65                 |
| Estonie (Eesti Tipp-40)                 | 39                 |
| France (SNEP)                           | 14                 |
| France (SNEP Ventes)                    | 5                  |
| France (SNEP Radio)                     | 2                  |
| Grèce (IFPI)                            | 73                 |
| Hongrie (Rádiós Top 40)                 | 3                  |
| Hongrie (Single Top 40)                 | 3                  |
| Hongrie (Stream Top 40)                 | 4                  |
| Irlande (Irish Singles Chart)           | 43                 |
| Islande (Tónlistinn Top 40)             | 9                  |
| Lettonie (Latvijas Top 40)              | 17                 |
| Lituanie (AGATA)                        | 63                 |
| Norvège (VG-lista)                      | 6                  |
| Pays-Bas (Nederlandse Top 40)           | 5                  |
| Pays-Bas (Single Top 100)               | 12                 |
| Pologne (ZPAV)                          | 1                  |
| Portugal (AFP)                          | 108                |
| Roumanie (Airplay 100)                  | 4                  |
| Royaume-Uni (UK Singles Chart)          | 89                 |
| Slovaquie (IFPI Rádio)                  | 12                 |
| Slovaquie (IFPI Singles Digitál)        | 18                 |
| Slovénie (SloTop50)                     | 9                  |
| Suède (Sverigetopplistan)               | 12                 |
| Suisse (Schweizer Hitparade)            | 5                  |
| Suisse (Charts Romandie)                | 3                  |
| Tchéquie (IFPI Rádio)                   | 96                 |
| Tchéquie (IFPI Singles Digitál)         | 19                 |

| Classement (2020)                     | Meilleure position |
| ------------------------------------- | ------------------ |
| Australie (National Airplay Chart)    | 6                  |
| Belgique (Flandre Ultratop 50 Dance)  | 3                  |
| Belgique (Wallonie Ultratop 50 Dance) | 1                  |
| CEI (Tophit)                          | 2                  |
| Hongrie (Dance Top 40)                | 38                 |
| Nouvelle-Zélande (RMNZ Hot Singles)   | 33                 |
| Russie (Tophit Airplay)               | 5                  |
| Ukraine (Tophit Airplay)              | 1                  |
| Monde (Global Dance Chart)            | 26                 |

| Classement (2019) | Position |
| ----------------- | -------- |
| Pologne (ZPAV)    | 48       |

### Certifications
| Pays | Certification | Ventes   |
| --- | ------------- | -------- |
| Allemagne (BVMI) | Or            | 200 000* |
| Australie (ARIA) | Or            | 35 000^  |
| Autriche (IFPI Autriche) | Platine       | 30 000*  |
| Belgique (BEA) | Platine       | 40 000*  |
| Danemark (IFPI) | Platine       | 90 000‡  |
| Espagne (Promusicae) | Or            | 20 000‡  |
| France (SNEP) | Platine       | 200 000‡ |
| Pologne (ZPAV) | 2 × Platine   | 40 000*  |
| *Ventes selon la certification ^Mise en rayon selon la certification xNon précisé par la certification ‡ventes/streaming selon la certification |               |          |

## Dates de sortie
| Région | Version           | Date             | Format                       | Label             | Réf    |
| ------ | ----------------- | ---------------- | ---------------------------- | ----------------- | ------ |
| Divers | originale         | 6 septembre 2019 | - Téléchargement - streaming | - Milkshake - SME | [ 61 ] |
| Divers | Felix Jaehn Remix | 10 janvier 2020  | - Téléchargement - streaming | - Milkshake - SME | [ 62 ] |
| Divers | EP                | 12 juin 2020     | - Téléchargement - streaming | - Milkshake - SME | [ 10 ] |